# Églises de Moldavie (Roumanie)
Les églises de Moldavie, reconnues par l'UNESCO, sont un ensemble de huit églises remarquables situées en Roumanie, dans la région de Moldavie. Elles représentent un exemple unique de peintures murales religieuses de style byzantin. Les fresques, peintes aux XVe et XVIe siècles, sont remarquables pour leur composition exceptionnelle, l'élégance des personnages et l'harmonie des coloris s'intégrant parfaitement dans le paysage environnant. 
| Nom                                                             | Localité  | Construction |
| --------------------------------------------------------------- | --------- | ------------ |
| Église de la Décollation de Saint-Jean-Baptiste                 | Arbore    | 1503         |
| Église de l'Assomption de la Vierge-Marie du monastère de Humor | Humor     | 1530         |
| Église de l'Annonciation du monastère de Moldovița              | Moldovița | 1532         |
| Église Sainte-Croix de Pătrăuți                                 | Pătrăuți  | 1487         |
| Église Saint-Nicolas et le Catholicon du monastère de Probota   | Probota   | 1531         |
| Église Saint-Georges de Suceava                                 | Suceava   | 1522         |
| Église Saint-Georges du monastère de Voroneț                    | Voroneț   | 1487         |
| Église de la Résurrection du monastère de Sucevița              | Sucevița  | 1583         |

Les églises de Moldavie sont inscrites sur la liste du patrimoine mondial de l'UNESCO depuis 1993 (extension en 2010).